# Opel Corsa F
La Corsa (ou Corsa F) est une citadine polyvalente produite par le constructeur automobile allemand Opel et commercialisée à partir de septembre 2019. Elle est la sixième génération de Corsa, produite à plus de 13,7 millions d'exemplaires depuis son lancement au début des années 1980, et la première sous l'ère PSA Peugeot-Citroën (PSA) devenu par la suite Stellantis.

## Présentation
L’Opel Corsa F est majoritairement une Peugeot 208 de 2e génération recarossée puisqu'elle partage la structure de carrosserie et celles des portes avant, ainsi que plusieurs éléments comme l’intégralité des vitrages, le pare-brise, le pavillon, les rétroviseurs ainsi que le becquet arrière. La forme des ailes avants et celle du capot sont identiques à ceux de la Peugeot 208.
La Corsa F devait initialement être dévoilée le 4 juin 2019, mais à la suite d'une fuite d'image sur internet le constructeur l'a dévoilée le 24 mai 2019, donnant la primeur à sa version électrique nommée Corsa-e. La Corsa thermique est commercialisée à partir du 4 juillet 2019, puis sa version électrique est lancée début 2020[réf. nécessaire].
Le 10 septembre 2019, elle est finalement dévoilée au salon de Francfort.
L'auteur de son design extérieur est Martin Schaufler.

### Phase 2

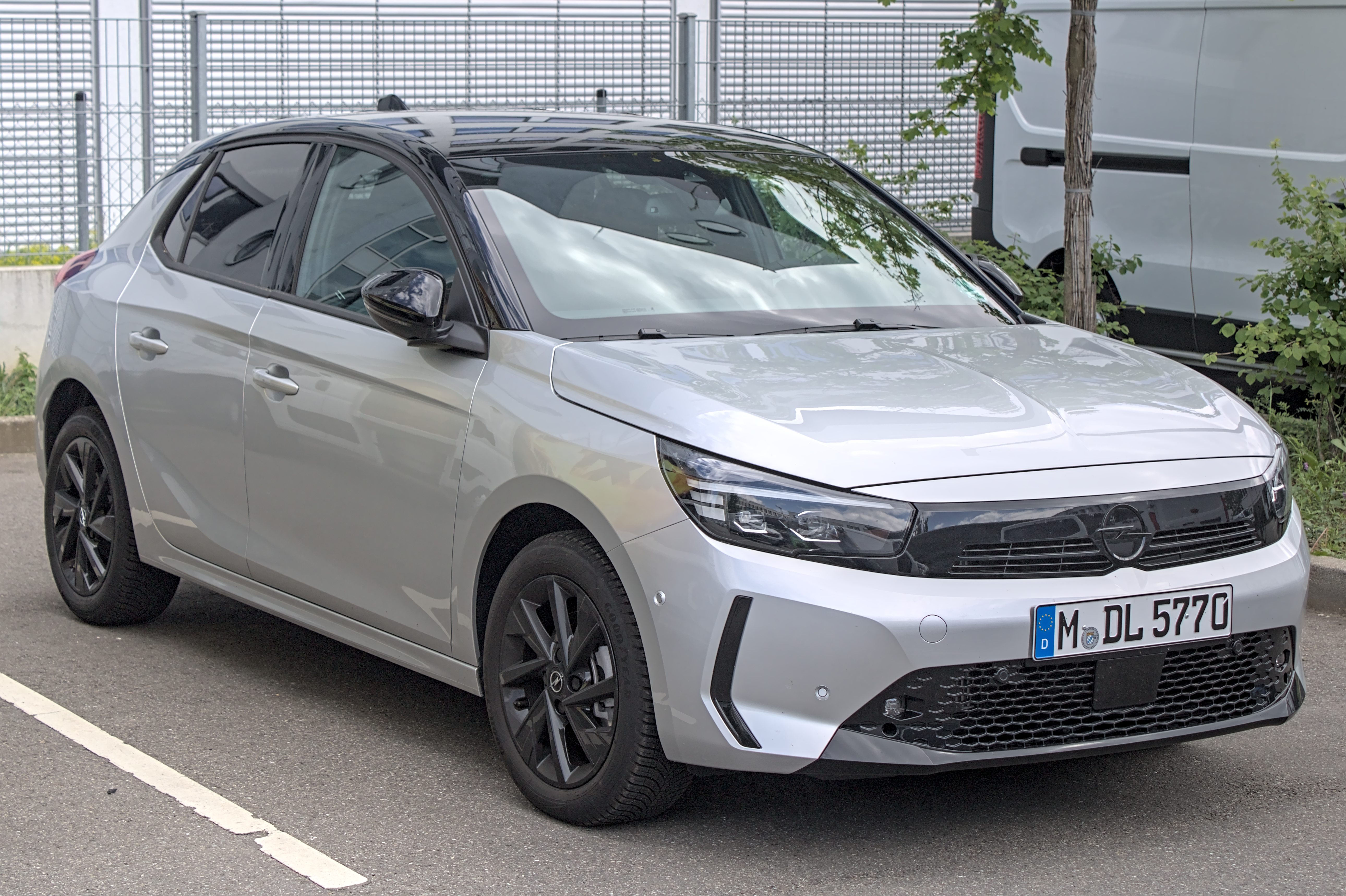
Opel Corsa F phase 2 2023

La version restylée de la Corsa est présentée le 24 mai 2023 et commercialisée à partir du 7 juillet 2023.

## Caractéristiques techniques

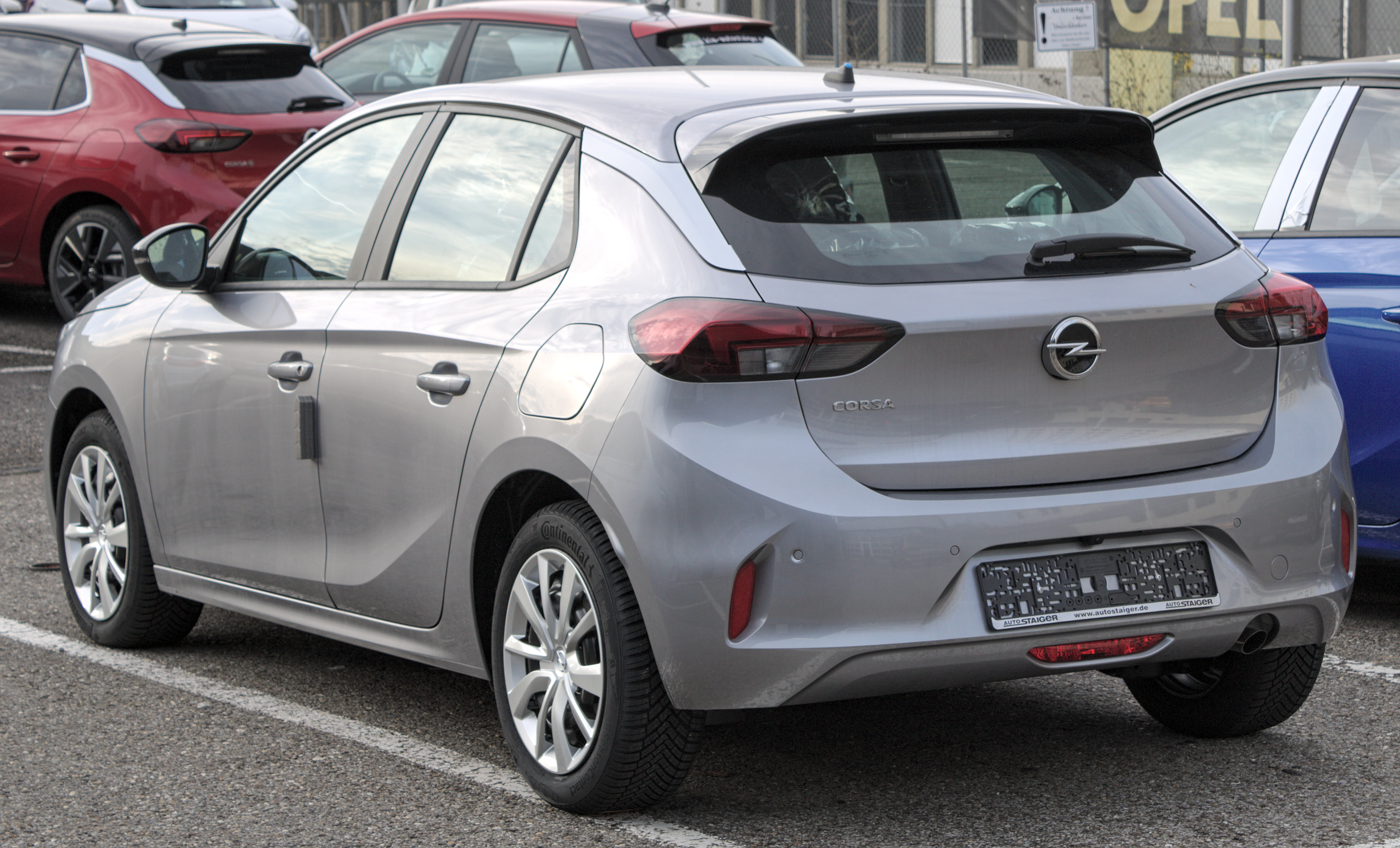
Vue de l'arrière

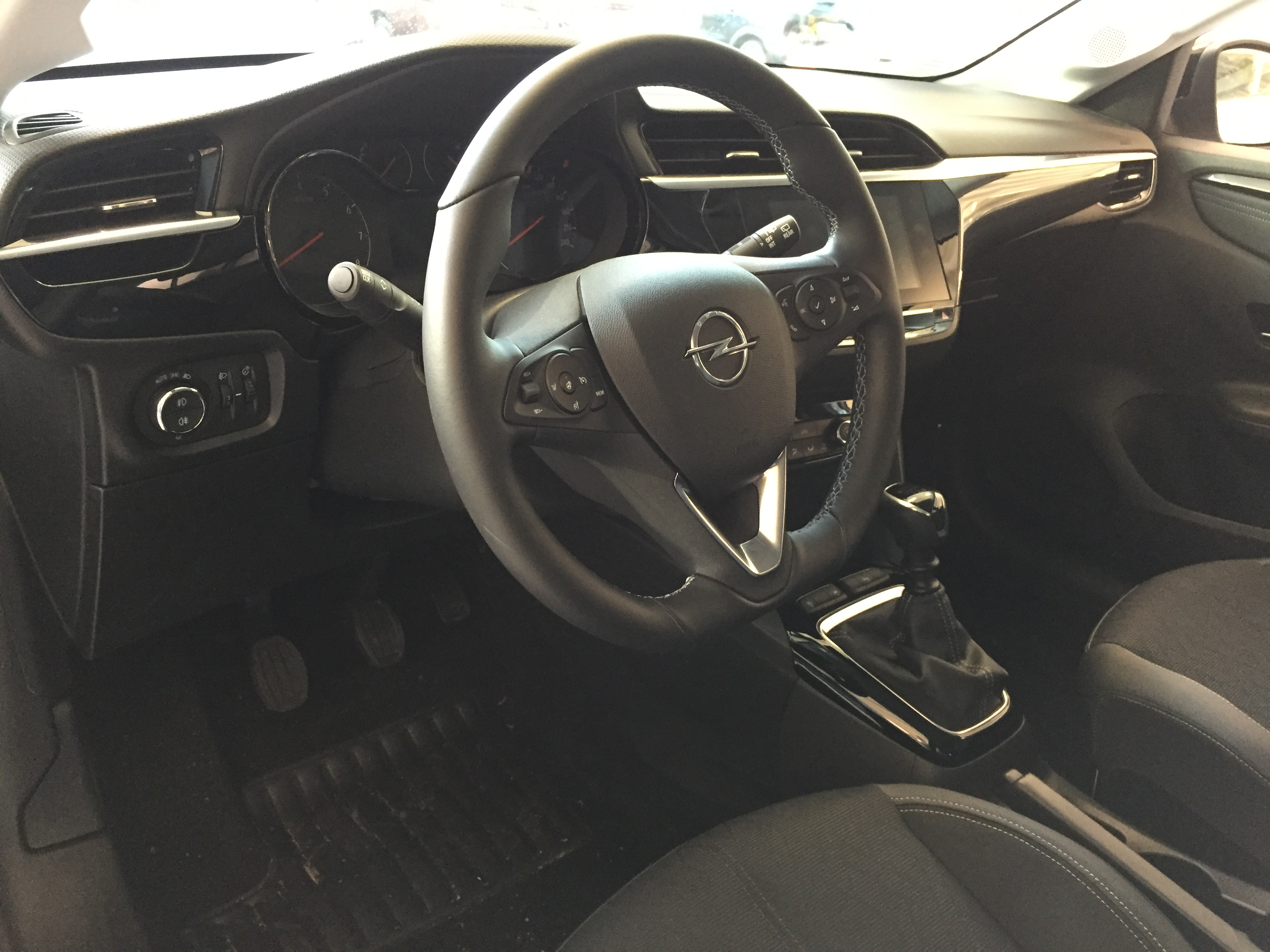
Vue de l'intérieur

L'Opel Corsa F se montre très différente des générations précédentes. Son design est inspiré des Crossland X, Grandland X et Astra[réf. nécessaire]. Son développement a commencé avec General Motors, sur la base de l'ancienne maison mère américaine d'Opel (elle était presque prête et devrait être lancée en 2018) mais elle a été reportée en 2019, à la suite du rachat d'Opel par le groupe français PSA Peugeot-Citroën (PSA) en 2017. Ce changement de direction de la marque a entraîné la refonte de la Corsa, qui est désormais basée sur la Peugeot 208 de 2e génération.
L'utilisation de cet échange technologique avec PSA permet à la Corsa F d'être construite sur la nouvelle plate-forme modulaire CMP du groupe Stellantis, sur laquelle reposent notamment les DS 3 Crossback et Peugeot 208 II. Grâce à cette plate-forme, la Corsa F bénéficie d'une perte de poids de plus de 50 kg, d'une amélioration des mesures internes qui permet d'améliorer l'habitabilité et l'augmentation de la rigidité du châssis monocoque de cette citadine. Elle est équipée de motorisations identiques à celle de la Peugeot 208, et est proposée en essence, en diesel ou en électrique.

### Motorisations
Phase 1
| Logo de Opel               | Caractéristiques techniques   | Caractéristiques techniques   | Caractéristiques techniques   | Caractéristiques techniques   | Caractéristiques techniques      |          |
| Logo de Opel               | 1.2                           | 1.2                           | 1.2                           | 1.2                           | 1.5 Turbo-D                      |          |
| -------------------------- | ----------------------------- | ----------------------------- | ----------------------------- | ----------------------------- | -------------------------------- | -------- |
| Moteur                     | 3-cylindres essence (type EB) | 3-cylindres essence (type EB) | 3-cylindres essence (type EB) | 3-cylindres essence (type EB) | 4-cylindres diesel (type DV/DLD) |          |
| Cylindrée (cm3)            | 1 199                         | 1 199                         | 1 199                         | 1 199                         | 1 499                            |          |
| Suralimentation            | Atmosphérique                 | Turbocompressé                | Turbocompressé                | Turbocompressé                | Turbocompressé                   |          |
| Puissance maximale ch (kW) | 75 (55)                       | 100 (73)                      | 100 (73)                      | 130 (96)                      | 102 (73)                         |          |
| au régime de (tr/min)      | 5 750                         | 5 500                         | 5 500                         | 5 500                         | 3 500                            |          |
| Couple maximal (N m)       | 118                           | 205                           | 205                           | 230                           | 250                              |          |
| au régime de (tr/min)      | 2 750                         | 1 750                         | 1 750                         | 1 750                         | 1 750                            |          |
| Boîte de vitesses          | BVM5                          | BVM6                          | EAT8                          | EAT8                          | BVM6                             |          |
| Transmission               | Traction                      | Traction                      | Traction                      | Traction                      | Traction                         | Traction |
| Vitesse maximale (km/h)    | 174                           | 188                           | 188                           | 208                           | 188                              |          |
| 0-100 km/h (s)             | 13,2                          | 9,9                           | 10,8                          | 8,7                           | 10,2                             |          |
| Consommation (L/100 km)    | 4,8/3,7/4,1                   | 5,2/3,6/4,2                   | 5,1/3,9/4,3                   | 5,4/4,0/4,5                   | 3,7/2,9/3,2                      |          |
| Émissions de CO2 (g/km)    | 93                            | 96                            | 99                            | 103                           | 85                               |          |
| Capacité du réservoir (L)  | 44                            | 44                            | 44                            | 44                            | 44                               |          |
| Masse à vide (kg)          |                               |                               |                               | 1 165                         |                                  |          |
| Norme environnementale     | Euro 6d Temp                  | Euro 6d Temp                  | Euro 6d Temp                  | Euro 6d Temp                  | Euro 6d Temp                     |          |

S&S : Stop and Start
Phase 2
| Logo de Opel               | Caractéristiques techniques | Caractéristiques techniques | Caractéristiques techniques | Caractéristiques techniques | Caractéristiques techniques |          |
| Logo de Opel               | 1.2                         | 1.2                         | 1.2                         | 1.2 Hybrid 48V              |                             |          |
| -------------------------- | --------------------------- | --------------------------- | --------------------------- | --------------------------- | --------------------------- | -------- |
| Moteur                     | 3-cylindres essence         | 3-cylindres essence         | 3-cylindres essence         | 3-cylindres essence         |                             |          |
| Cylindrée (cm3)            | 1 199                       | 1 199                       | 1 199                       | 1 199                       |                             |          |
| Suralimentation            | Atmosphérique               | Turbocompressé              | Turbocompressé              | Turbocompressé              |                             |          |
| Puissance maximale ch (kW) | 75 (55)                     | 100 (73)                    | 130 (96)                    | 100 (73)                    |                             |          |
| au régime de (tr/min)      |                             |                             |                             |                             |                             |          |
| Couple maximal (N m)       |                             |                             |                             |                             |                             |          |
| au régime de (tr/min)      |                             |                             |                             |                             |                             |          |
| Boîte de vitesses          | BVM5                        | BVM6                        | EAT8                        | e-DCT6                      |                             |          |
| Transmission               | Traction                    | Traction                    | Traction                    | Traction                    | Traction                    | Traction |
| Vitesse maximale (km/h)    |                             |                             |                             |                             |                             |          |
| 0-100 km/h (s)             |                             |                             |                             |                             |                             |          |
| Consommation (L/100 km)    |                             |                             |                             |                             |                             |          |
| Émissions de CO2 (g/km)    |                             |                             |                             |                             |                             |          |
| Capacité du réservoir (L)  |                             |                             |                             |                             |                             |          |
| Masse à vide (kg)          |                             |                             |                             |                             |                             |          |
| Norme environnementale     | Euro 6d Temp                | Euro 6d Temp                | Euro 6d Temp                | Euro 6d Temp                |                             |          |

S&S : Stop and Start

### Opel Corsa-e
L'Opel Corsa-e est la version électrique de la Corsa F, basée sur ses cousines DS 3 Crossback E-Tense et Peugeot e-208. Elle est produite en Espagne à l’usine de Figueruelas située près de Saragosse, à partir du début de l’année 2020. Elle est disponible à la commande pour un prix inférieur à celui de la Peugeot e-208.

Opel Corsa-e
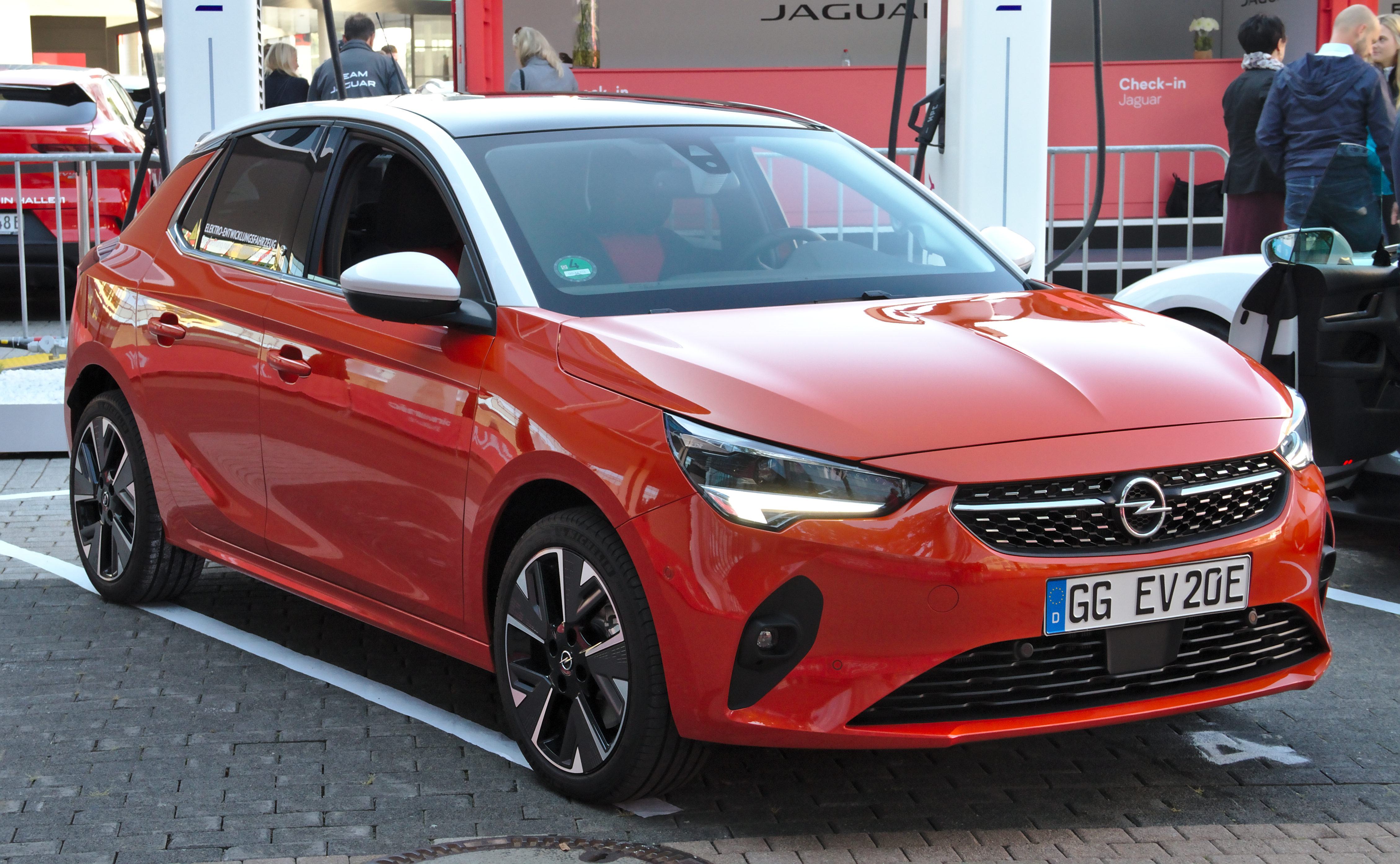
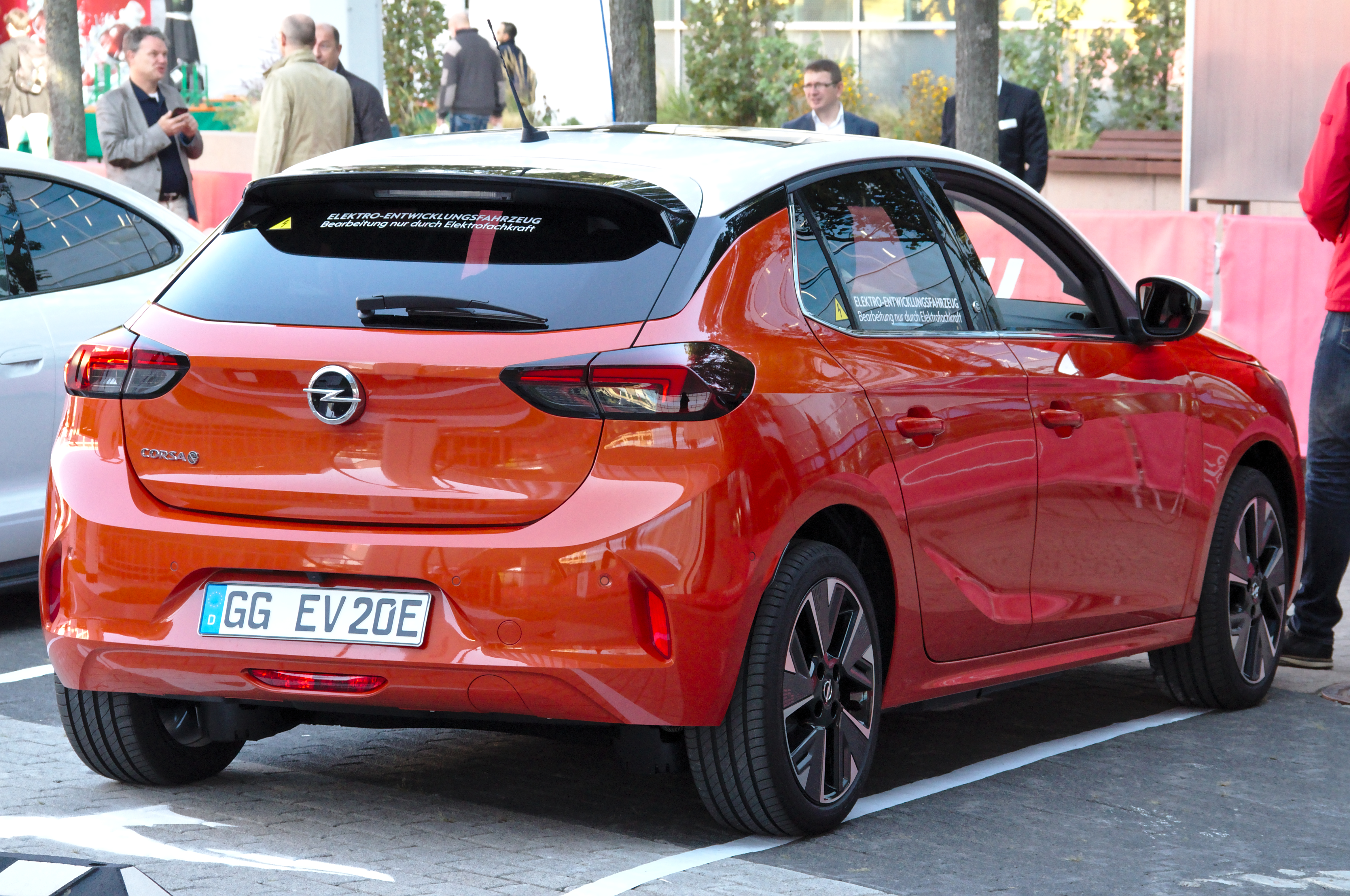

L'ensemble moto-propulseur de la Corsa-e associe un électromoteur de 100 kW (136 ch) pour un couple de 260 N m à une batterie de 50 kWh lui permettant une autonomie de 337 km selon le cycle WLTP.
En décembre 2021, la Corsa-e reçoit des modifications portant son autonomie à 359 km. Opel a pu obtenir ces gains en revoyant le rapport de démultiplication du réducteur, en installant des pneus à très faible résistance classés A+ (sur certaines versions) et en revoyant le logiciel pilotant le chauffage ainsi que la climatisation grâce à l'ajout d'un capteur d'hygrométrie.
Phase 1
| Logo de Opel                    | Caractéristiques techniques             |
| Logo de Opel                    | Corsa-e                                 |
| ------------------------------- | --------------------------------------- |
| Puissance moteur                | 100 kW                                  |
| Puissance maximale              | 136 ch                                  |
| Couple maximum                  | 260 N m                                 |
| Masse à vide                    | 1 530 kg                                |
| Vitesse maximale                | 150 km/h                                |
| 0 à 100 km/h                    | 8,1 s                                   |
| Batterie                        |                                         |
| Type                            | Lithium-ion                             |
| Capacité                        | 50 kWh                                  |
| Autonomie (cycle WLTP)          | 329 à 362 km,selon les options choisies |
| Consommation                    | 17 kWh/100 km                           |
| Temps de charge                 |                                         |
| sur une borne 100 kW            | 30 minutes (à 80 %)                     |
| sur une Wallbox 11 kW           | 5 heures 15                             |
| sur une prise domestique 3,2 kW | 16 heures                               |

Phase 2
| Logo de Opel                    | Caractéristiques techniques | Caractéristiques techniques |
| Logo de Opel                    | Corsa Electric 136          | Corsa Electric 156          |
| ------------------------------- | --------------------------- | --------------------------- |
| Puissance moteur                | 100 kW                      | 115 kW                      |
| Puissance maximale              | 136 ch                      | 156 ch                      |
| Couple maximum                  | 260 N m                     | 260 N m                     |
| Masse à vide                    | 1 530 kg                    |                             |
| Vitesse maximale                | 150 km/h                    |                             |
| 0 à 100 km/h                    | 8,1 s                       |                             |
| Batterie                        |                             |                             |
| Type                            | Lithium-ion                 | Lithium-ion                 |
| Capacité                        | 50 kWh                      | 50 kWh                      |
| Autonomie (cycle WLTP)          | 357 km                      | 402 km                      |
| Consommation                    | 17 kWh/100 km               |                             |
| Temps de charge                 |                             |                             |
| sur une borne 100 kW            | 30 minutes (à 80 %)         | 30 minutes (à 80 %)         |
| sur une Wallbox 11 kW           | 5 heures 15                 | 5 heures 15                 |
| sur une prise domestique 3,2 kW | 16 heures                   | 16 heures                   |

## Finitions
Phase 1
- Corsa (sauf en électrique)
- Edition
- Elegance

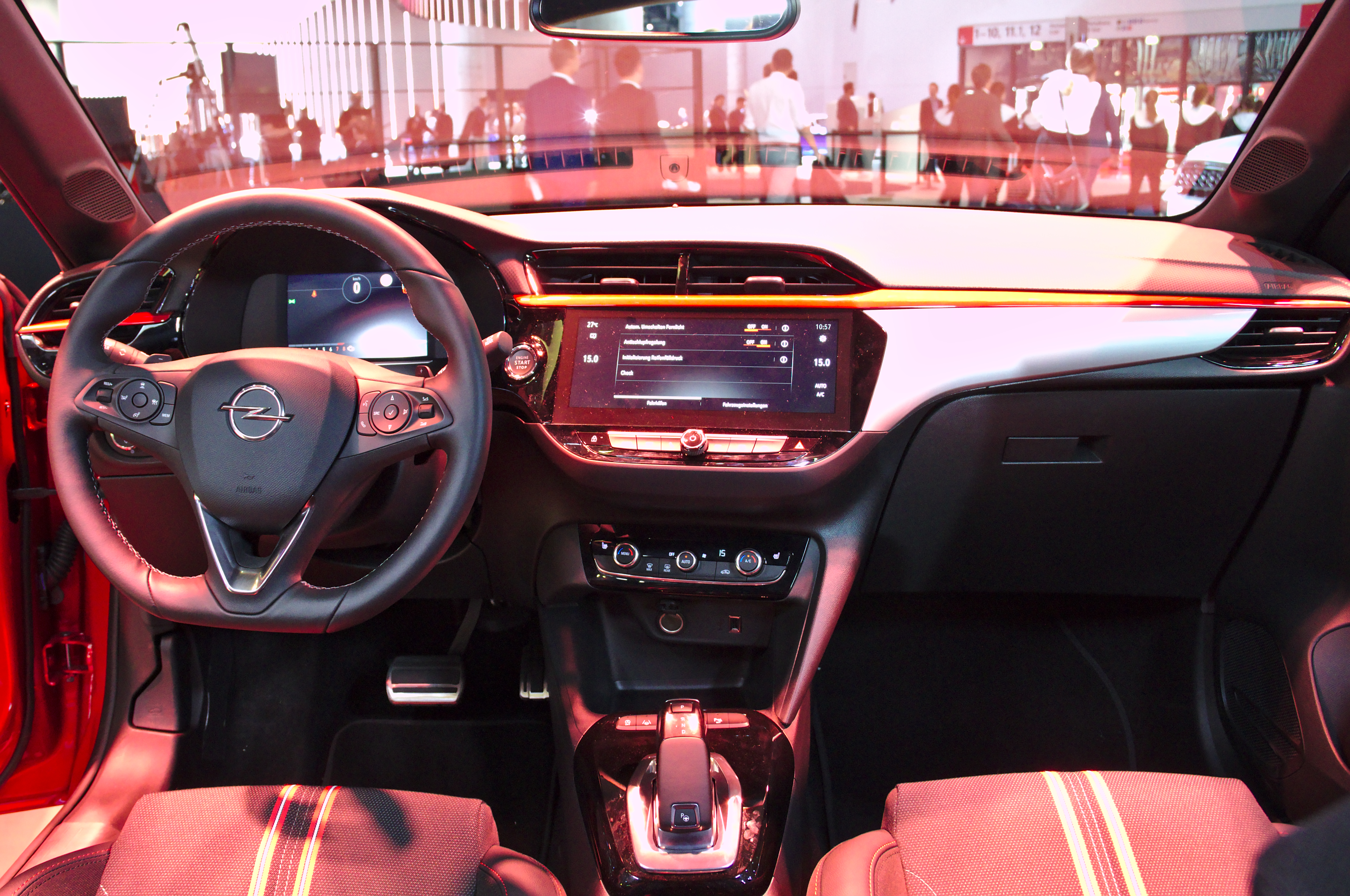
Intérieur.

- Elegance Business (pour les professionnels)
- GS Line
- Ultimate

Phase 2
- Corsa[13]
- GS

### Séries limitées
- 40ème anniversaire (1982 exemplaires, dont 240 pour le marché français)[14]
  - Hommage à la première génération de Corsa lancée en 1982 (teinte de carrosserie Rouge Rekord, jantes et sellerie tissu avec motif tartan spécifiques, paires de chaussettes assorties à la sellerie, etc.[15])

### Tableau de gamme et tarifs
|                       | Edition  | Elegance Business | GS       |
| --------------------- | -------- | ----------------- | -------- |
| 1.2 75 ch             | 16 600 € | 19 300 €          | -        |
| 1.2 Turbo 100 ch BVM6 | 18 950 € | 20 600 €          | 20 600 € |
| 1.2 Turbo 100 ch BVA8 | 21 300 € | 22 600 €          | -        |
| 1.2 Turbo 130 ch      | -        | -                 | 24 100 € |
| 1.5 Diesel 100 ch     | 21 800 € | 23 100 €          | -        |
| Corsa-e               | 35 000 € | 36 300 €          | 36 300 € |

Les tarifs indiqués dans le tableau ci-dessus n'incluent ni les remises potentielles, ni la prime à la conversion, ni le système de bonus/malus écologique mis en place en France.

## Récompense
L'Opel Corsa remporte le prix de « Best Buy Car of Europe 2020 » (Meilleure voiture d'Europe 2020)[réf. nécessaire].